# Nikola Kujundžić
Nikola Kujundžić Mišakov (Subotica, 9. veljače 1861. – Bajmak, 22. siječnja 1906.) bio je bački Hrvat, hrvatski književnik, pjesnik, pisac, publicist, prevoditelj,  društveni i kulturni radnik.

## Životopis
Rodio se u uglednoj subotičkoj obitelji Kujundžić koja je dala niz društvenih radnika (Ilija Kujundžić, Radoslav Kujundžić, Efrem Stipan Kujundžić, Ivan Kujundžić,Ivan Jesse Kujundžić, Pavao Kujundžić)
U književnosti se javio 1879. rodoljubnim stihovima, stekavši brzu slavu, postavši najpoznatijim pjesnikom svoga kraja.
Postoje mišljenja da je tome pridonijelo to što su njegove pjesme imale prigodničarsko obilježje. Naime, Kujundžić je pisao pjesme za „velika bunjevačka prela" ("preljske pjesme"), manifestacije koja se održavala svake godine, od 1879. do 1942., na 2. veljače.
Najpoznatija mu je pjesma „Na veliko prelo 1879.".
Pripadao je struji hrvatskih kulturnih radnika koji su bili pristaše ikavice, točnije, struji intelektualaca među bunjevačkim Hrvatima (među ostalima su bili i Kalor Milodanović i Mijo Mandić), koja je smatrala da podunavski Hrvati trebaju formirati svoj književni standard utemeljen na štokavskoj ikavici. Poznato je da se 1885. suprotstavio uvođenju ijekavice umjesto dotada korištene ikavice u časopisu "Nevenu", protiv prijedloga Stipana Vujevića.
Među najznačajnijim je hrvatskim književnicima iz Bačke do pojave Miroljuba Ante Evetovića, koji je preuzeo čelnu ulogu, a i koji je za razliku od Kujundžića, bio prvi bački Hrvat koji je pisao književnim hrvatskim.
Svojim djelima je ušao u antologije proze i poezije bunjevačkih Hrvata iz 1971., sastavljača Geze Kikića, u izdanju Matice hrvatske.
Prevodio je s mađarskog, njemačkog i talijanskog jezika.
Živio je i radio u Bajmaku kao svećenik i župnik.

## Djela
Među ostalim, autorom je "himne" bunjevačkih Hrvata Kolo igra tamburica svira, Pisme preljske (1893.)koju je napisao za Veliko bunjevačko prelo 1879. u Subotici (uglazbio Stipan Mukić), Dvi mlade algaševe, Kolo igra (1879.), Rodu
Knjige: Na Prelu velikom, 19??, Turci ili Izbori poslanički dolaze! (kao "Jedan član Pučke stranke"), 1896., Put križa 1891.
Prijevodi: Svete pisme za jubilarnu godinu (preveli Nikola Kujundžić i Krunoslav Mukić), 1900., Pisma Bl. D. Marije: prigodom loretskog hodočašća 1896. 1896.

## Vanjske poveznice
- Članak u "Klasju naših ravni"
- Antologija proze bunjevačkih Hrvata[neaktivna poveznica]
- Antologija poezije bunjevačkih Hrvata  Arhivirana inačica izvorne stranice od 17. travnja 2008. (Wayback Machine)